# Феррари, Этторе
Этторе Феррари (итал. Ettore Ferrari, 25 марта 1848 − 19 августа 1929) — итальянский скульптор, парламентарий и видный масон — великий мастер Великого востока Италии.

## Биография
Этторе Феррари родился в Риме в артистической семье. Его отцом был художник Филиппо Феррари.
Феррари был одним из представителем художественного возрождения в светском государстве, зародившемся после объединения Италии. Он был профессором и преподавал в «Академии Сан Лука», был депутатом итальянского парламента, а также великим мастером «Великого востока Италии», который был единственным масонским послушанием в Италии.
В 1887 году он создал статую Овидия для румынского города Констанца, который в древности назывался Томис, куда римский поэт и был сослан. Копия этой статуи была изготовлена в 1925 году для Салмоны, которая является местом рождения Овидия. Другой важной работой Феррари является бронзовая статуя Джузеппе Гарибальди, созданная им в 1892 году и установленная в Пизе на площади с одноименным названием.
Творению Феррари принадлежит статуя Джордано Бруно, которая была установлена 9 июня 1889 года на площади Кампо деи Фиори в Риме.
Длительное время не была завершена одна из его самых известных работ — памятник Джузеппе Мадзини, который был установлен на Авентинском холме в Риме. Комиссия дала поручение Феррари изготовить эскиз статуи в 1902 году, который он и выполнил в 1905 году. В 1914 году была изготовлена статуя Мадзини, и было принято решение разместить её на римском холме. В 1922 году, после восьми лет ожидания решения о начале работ, началось возведение памятника. Феррари скончался в 1929 году, а сама скульптура была установлена и открыта только 2 июня 1949 года. Позднее, скульптура Джузеппе Мадзини была переустановлена в открытом комплексе на площади Уго Ла Мальфа.

### В масонстве
Этторе Феррари стал великим мастером Великого востока Италии в 1904 году. Он делал заявления, в которых выражал радикальные и антиклерикальные взгляды. Так в своей инаугурационной речи рассказал о политике, которую будет проводить его послушание: 
Масонство не является изолированным и не должно постоянно держаться в тени, оно должно войти в контакт с жизнью, участвовать в боевых действиях при солнечном свете, в высоком святом сражении нести свою миссию по защите справедливости и хорошего образования. Новые потребности создают новые проблемы, новые задачи требуют новых решений, новые обязанности вытекают из новых прав. Масонство не может, не должно закрывать глаза на свет, оно обязано постигать его, тщательно изучая его и понимая.
 Убеждённый республиканец Феррари, в дополнение к традиционной защите светской школы и обычной антиклерикальной темы, приводил доводы в пользу большей приверженности вопросам, касающимся социального законодательства.

## Музеи
Список музеев, где находятся произведения Феррари:
- Витториано, Рим
- Национальная галерея современного искусства (Рим)
- Музей Рима в Трастевере

## Галерея

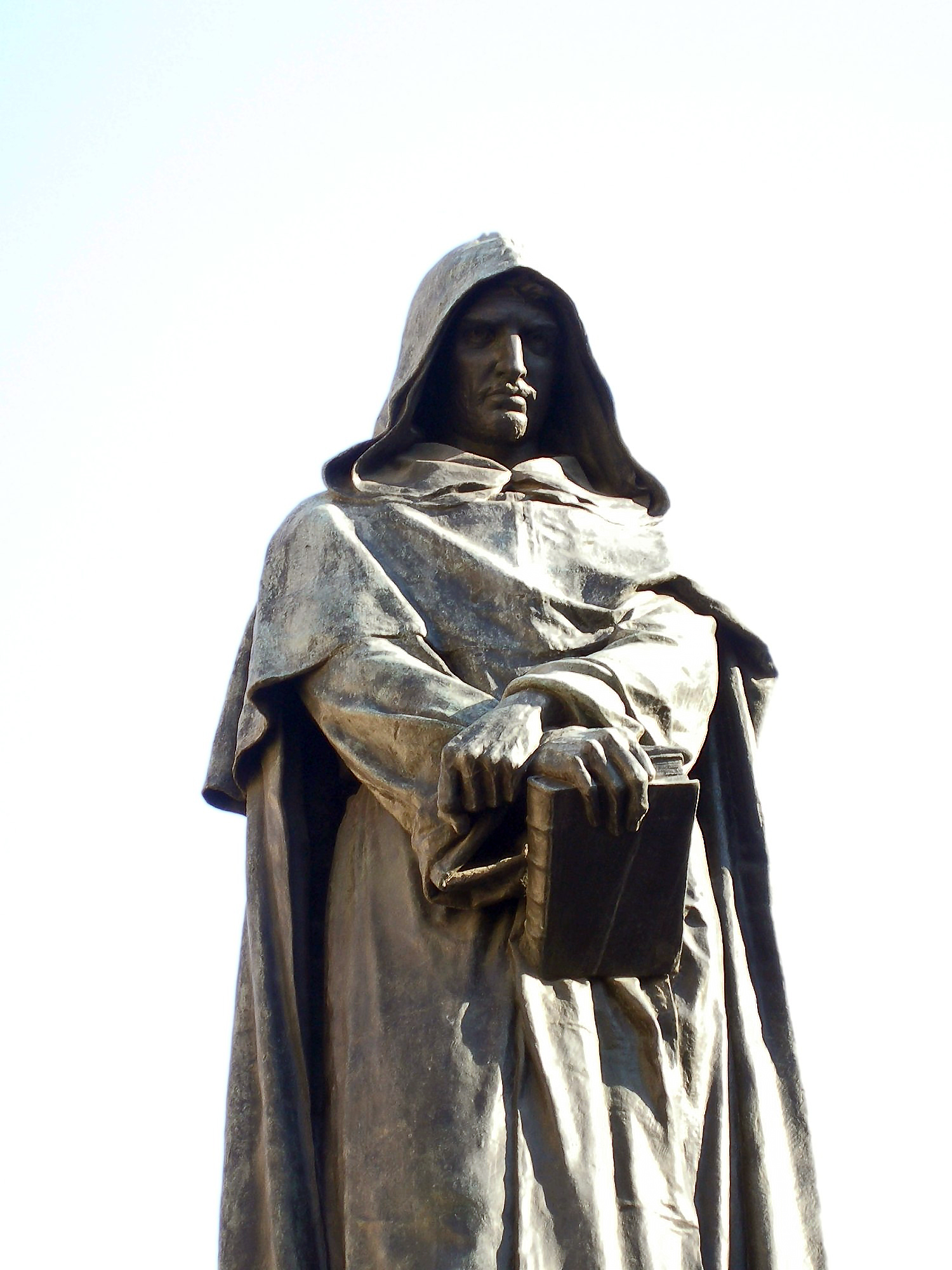
Статуя Джордано Бруно  (Рим, 1889)
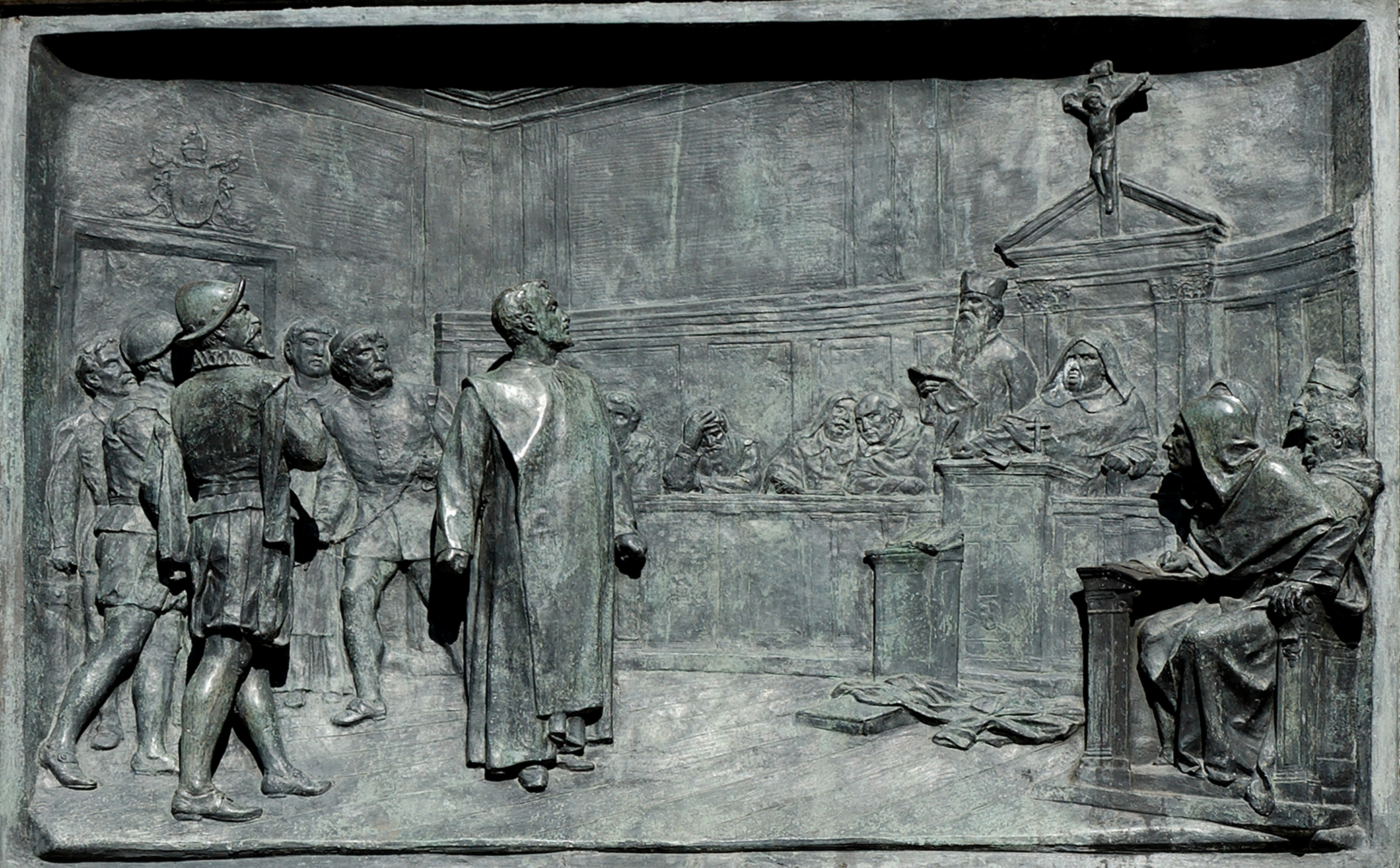
Джордано Бруно перед судом инквизиции: рельеф на постаменте памятника философу на площади Кампо деи Фиори в Риме.
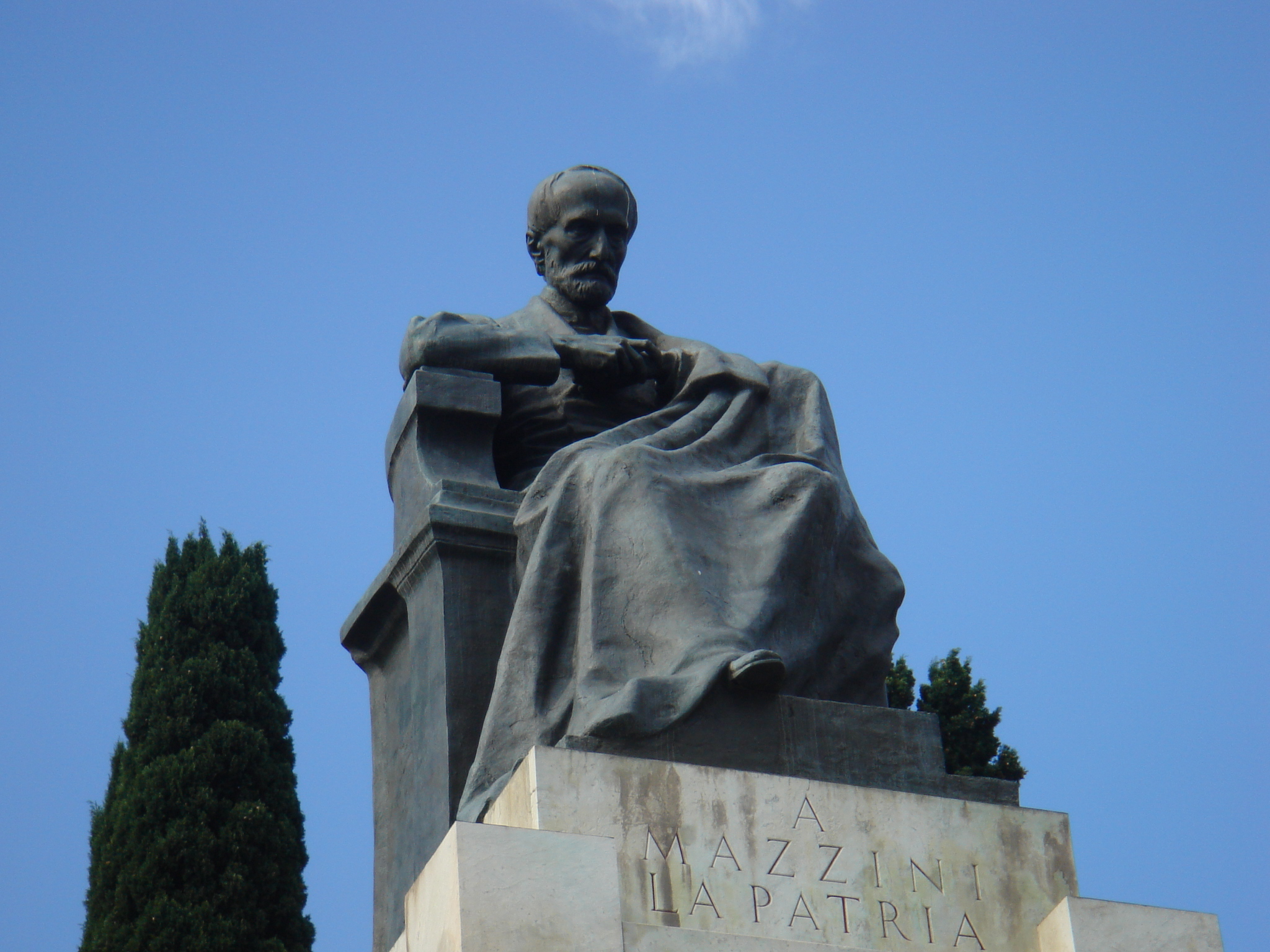
Статуя Джузеппе Мадзини (Рим, 1909)
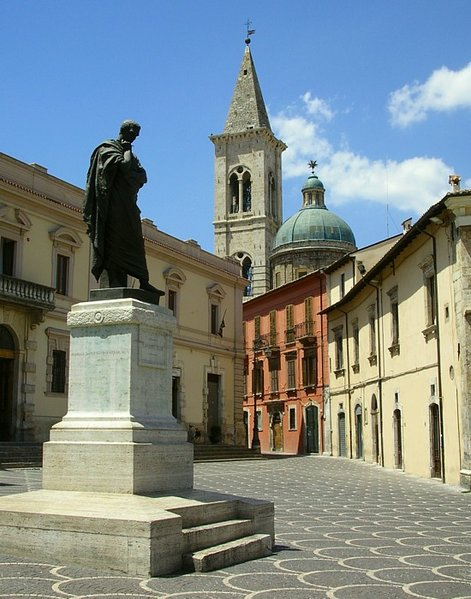
Статуя Овидия
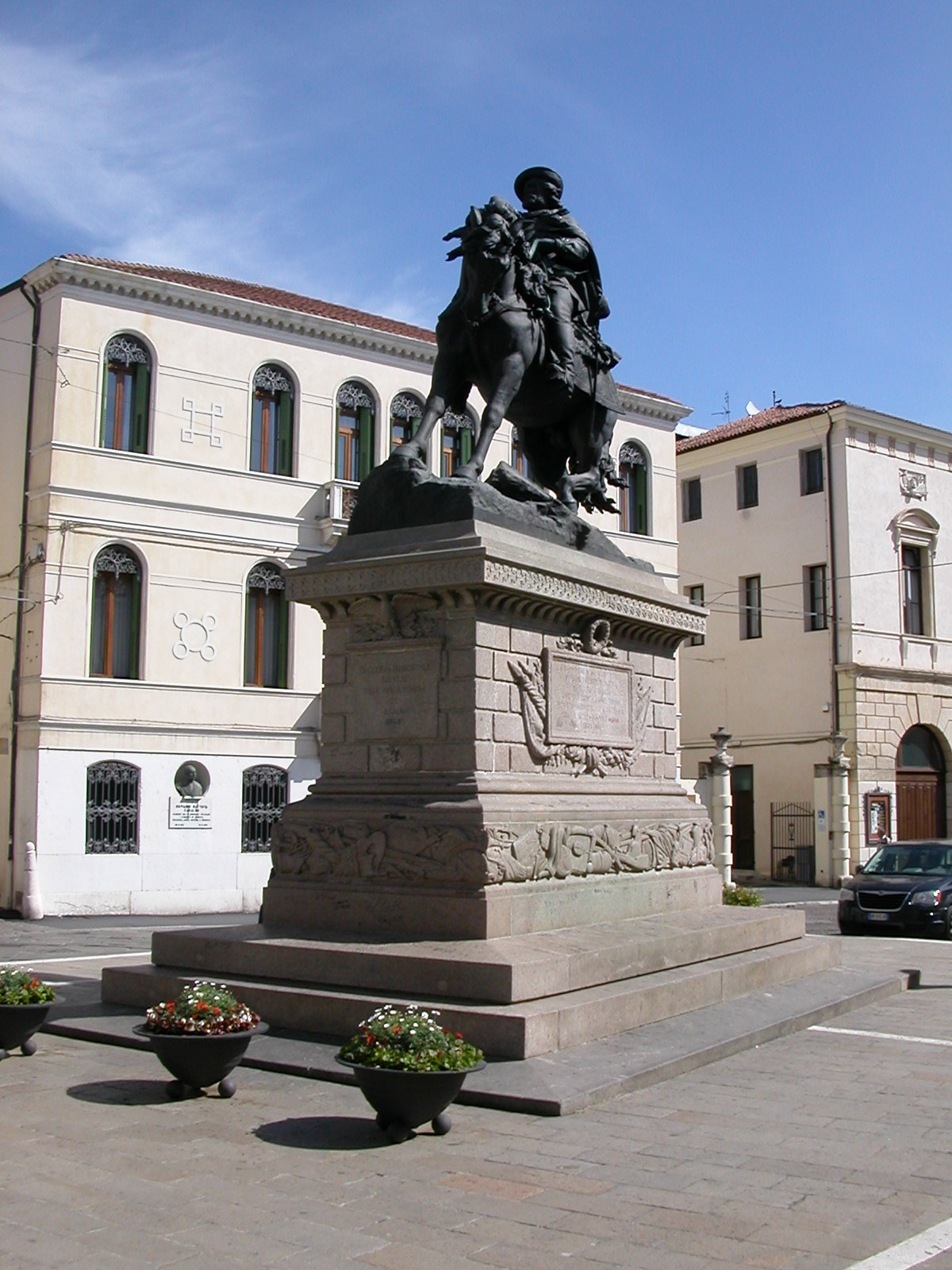
Монумент Джузеппе Гарибальди
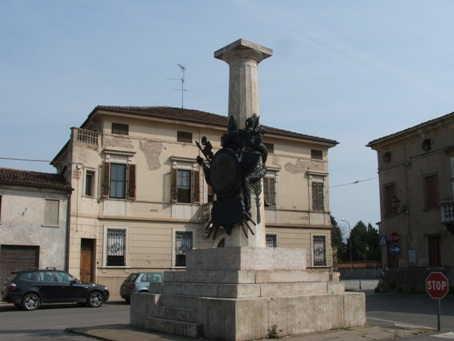
Монумент Альберто Марио, 1897
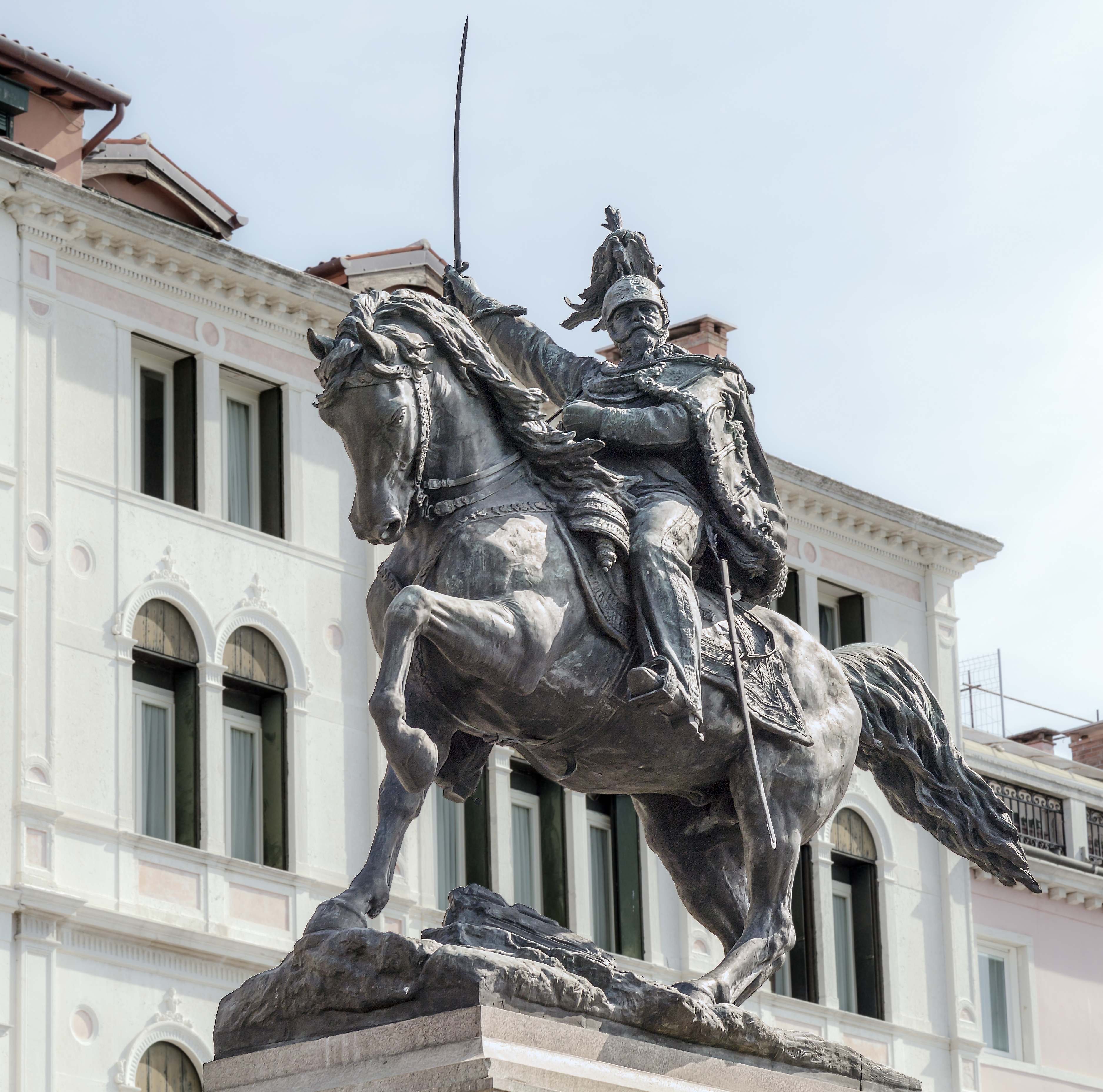
Монумент Виктор Эммануил II в Венеции.